# 세상을 바꾸는 생각
《세상을 바꾸는 생각》은 매주 일요일 오전 6시 5분부터 오전 6시 25분까지 방송되는 문화방송의 라디오 프로그램이다.
여러 인물이 나와 특강을 진행한다.